# 小ブルジョア
小ブルジョア（仏: petite bourgeoisie, プチットゥ・ブルジョワジー）またはプチ・ブルジョアとは、マルクス主義の用語。僅かな生産手段を私有する者を指す。自作農や商店主の他、知識を切り売りする弁護士や医師などの専門家、才能や技能を切り売りする芸術家や俳優も含む。小市民（しょうしみん）、プチブルとも書く。

## 概説
もともと、18世紀から19世紀初頭の資本主義社会において資本家階級と労働者階級の間に位置する下位中産階級のことであり、具体的には農民・小商店主・職人がこれにあたる。後に学生・サラリーマン（ホワイトカラー）・その他専門家なども含むようになった。
なぜ彼らが資本家と労働者の中間とみなされたのかというと、資本家のように多くの労働者を雇用するほどの私有財産（生産手段）を所有しているわけではないが、労働者のようにほぼ完全に生産手段を剥奪されたわけでもないためである。職人、学生、その他の専門家などの特別な知識や技能も一種の「生産手段」とみなされたため、小ブルジョワにカテゴライズされる(サラリーマンも会計などの技能や一定の知識・教養が必要とされたことから小ブルジョワとみなされた)。
中間層であるがゆえに経済的立場の面でも政治的立場の点でも浮遊しやすく「保守的」「反動的」とみなされる反面、情勢によっては極端に「革命的」「左翼的」になることもあり、その場合はテロやゲリラなどの暴力的手段にうったえる場面もあるという二つの側面を持つとされる（プチブル急進主義）。革マル派前議長・黒田寛一は、著書『現代における平和と革命』の中で、「小ブルジョワの意識はブルジョワに近く、生活はプロレタリアに近い。内面の自由を侵されることには強い反発を示すが、労働者階級の革命運動にも敵意を示す」とその意識を分析している。そういう面では現代の無党派層にも通じるところがある。
このため、かつてのマルクス主義において、プチブルまたは小ブル・小ブルジョワと呼ぶ場合、「日和見主義」「極左冒険主義」などを意味する蔑称として使われることが多かった。日本では、「日和見主義」の意味での用法は、主に新左翼諸党派の立場から旧日本社会党のイデオローグや戦後民主主義の思想家などに対して、「極左冒険主義」の意味での用法は（特に日本共産党の立場から）学生運動活動家や新左翼諸党派に対して使われてきた。新左翼諸党派同士でも他党派を批判する際にはこの語を用いて批判してきたが、意味合いは、やはり批判主体と対象によって異なる。例えば革マル派は後者の意味合いで他党派を批判することが多く、逆にブントなどは前者の意味で革マル派や構造改革派などを批判した。
近年日本では元来の意味を外れ、単に平均よりも少し良い暮らしをしている人をさすことも多い。この意では、通常「プチブル」といわれる。